# El Pont de Suert
El Pont de Suert ist eine katalanische Gemeinde in der Provinz Lleida im Nordosten Spaniens. Sie ist der Hauptort der Comarca Alta Ribagorça.

## Geographische Lage
El Pont de Suert liegt am Noguera Ribagorçana, einem Nebenfluss des Segre. Nach der Eingemeindung der Orte Llesp, Malpás und Viu de Llevata erreicht die Gemarkung eine Fläche von fast 150 km².

## Sehenswert

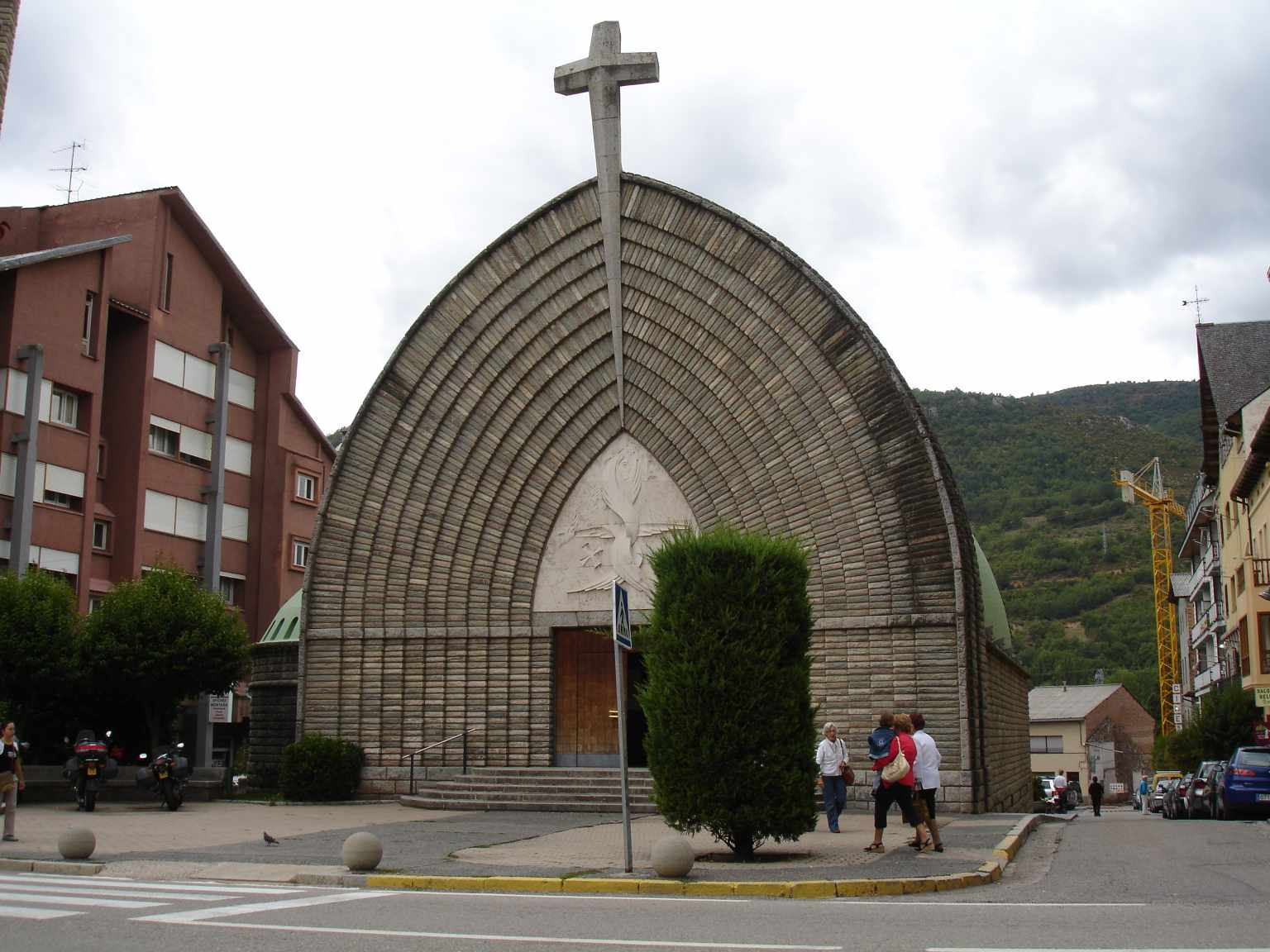
Die Neue Kirche von El Pont de Suert

El Pont de Suert besitzt einen historischen Stadtkern um die Plaça Major. Die alte Kirche ist romanischen Ursprungs, wurde aber im 18. Jahrhundert stark verändert. Die neue Kirche ist ein Werk des Architekten Rodríguez Mijares und wurde 1955 erbaut. Sie hat ein Kirchenschiff.